# Ллойд Келлі
Ллойд Келлі (англ. Lloyd Kelly; нар. 6 жовтня 1998, Бристоль) — англійський футболіст, захисник клубу «Ювентус».

## Клубна кар'єра
Народився 6 жовтня 1998 року в місті Бристоль. Вихованець футбольної школи клубу «Бристоль Сіті». Дорослу футбольну кар'єру розпочав 2017 року в основній команді того ж клубу, в якій провів два сезони, взявши участь у 43 матчах Чемпіоншипу. Більшість часу, проведеного у складі «Бристоль Сіті», був основним гравцем захисту команди.
18 травня 2019 року за 13 млн фунтів перейшов у клуб Прем'єр-ліги «Борнмут».
13 червня 2024 року перейшов у клуб «Ньюкасл Юнайтед».
3 лютого 2025 року на правах оренди до кінця поточного сезону перейшов до італійського клубу «Ювентус».

## Виступи за збірні
З 2017 року залучався до матчів молодіжної збірної Англії, у її складі поїхав на молодіжний чемпіонат Європи 2019 року в Італії, де англійці не подолали груповий етап. На молодіжному рівні зіграв у 10 офіційних матчах.